# Dirol
Dirol är en kommun i departementet Nièvre i regionen Bourgogne-Franche-Comté i de centrala delarna av Frankrike. Kommunen ligger i kantonen Tannay som tillhör arrondissementet Clamecy. År 2022 hade Dirol 106 invånare.

## Befolkningsutveckling
Antalet invånare i kommunen Dirol
| Referens: INSEE |